# Puchar Zdobywców Pucharów w piłce siatkowej (1976/1977)
Puchar Europy Zdobywców Pucharów siatkarzy 1976/1977 – 5. sezon Puchar Europy Zdobywców Pucharów rozgrywanego od 1972 roku, organizowanego przez Europejską Konfederację Piłki Siatkowej (CEV) w ramach europejskich pucharów dla męskich klubowych zespołów siatkarskich "starego kontynentu".

## Drużyny uczestniczące
| Państwo        | Drużyna             |
| -------------- | ------------------- |
| Austria        | Sokol Wiedeń        |
| Belgia         | Honnen              |
| Bułgaria       | Sławia Sofia        |
| Czechosłowacja | Aero Odolena Voda   |
| Grecja         | Panathinaikos Ateny |
| Hiszpania      | Covadonga           |
| Holandia       | Interlance Zaandam  |
| Polska         | Płomień Milowice    |
| Portugalia     | SL Benfica          |
| NRD            | Traktor Schwerin    |
| Rumunia        | Steaua Bukareszt    |
| Turcja         | Boronkay Stambuł    |
| Węgry          | Honved Budapeszt    |
| ZSRR           | Radiotechnik Ryga   |

## Runda wstępna
| Data | Drużyna 1        | Wynik | Drużyna 2        | Sety |
| ---- | ---------------- | ----- | ---------------- | ---- |
|      | Covadonga        | 0:3   | Boronkay Stambuł |      |
|      | Boronkay Stambuł |       | Covadonga        |      |
|      |                  |       |                  |      |
|      | SL Benfica       | 3:2   | Sokol Wiedeń     |      |
|      | Sokol Wiedeń     | 3:1   | SL Benfica       |      |

## 1/8 finału
| Data | Drużyna 1           | Wynik | Drużyna 2           | Sety |
| ---- | ------------------- | ----- | ------------------- | ---- |
|      | Radiotechnik Ryga   |       |                     |      |
|      |                     |       |                     |      |
|      | Traktor Schwerin    |       |                     |      |
|      |                     |       |                     |      |
|      | Steaua Bukareszt    |       |                     |      |
|      |                     |       |                     |      |
|      | Płomień Milowice    |       |                     |      |
|      |                     |       |                     |      |
|      | Boronkay Stambuł    |       | Slavia Sofia        |      |
|      | Slavia Sofia        | 3:0   | Boronkay Stambuł    |      |
|      |                     |       |                     |      |
|      | Interlance Zaandam  | 1:3   | Aero Odolena Voda   |      |
|      | Aero Odolena Voda   | 3:1   | Interlance Zaandam  |      |
|      |                     |       |                     |      |
|      | Honnen              |       | Panathinaikos Ateny |      |
|      | Panathinaikos Ateny | 3:0   | Honnen              |      |
|      |                     |       |                     |      |
|      | Honved Budapeszt    | 3:0   | Sokol Wiedeń        |      |
|      | Sokol Wiedeń        |       | Honved Budapeszt    |      |

## Ćwierćfinały
| Data | Drużyna 1           | Wynik | Drużyna 2           | Sety             |
| ---- | ------------------- | ----- | ------------------- | ---------------- |
|      | Traktor Schwerin    |       | Radiotechnik Ryga   |                  |
|      | Radiotechnik Ryga   | 3:1   | Traktor Schwerin    |                  |
|      |                     |       |                     |                  |
|      | Płomień Milowice    | 3:1   | Steaua Bukareszt    |                  |
|      | Steaua Bukareszt    | 3:0   | Płomień Milowice    | 15:8, 15:7, 15:5 |
|      |                     |       |                     |                  |
|      | Aero Odolena Voda   | 3:1   | Slavia Sofia        |                  |
|      | Slavia Sofia        | 2:3   | Aero Odolena Voda   |                  |
|      |                     |       |                     |                  |
|      | Panathinaikos Ateny |       | Honved Budapeszt    |                  |
|      | Honved Budapeszt    | 3:2   | Panathinaikos Ateny |                  |

## Turniej finałowy
Bruksela
Wyniki
| Data  | Drużyna 1         | Wynik | Drużyna 2         | Sety                     |
| ----- | ----------------- | ----- | ----------------- | ------------------------ |
| 19.02 | Steaua Bukareszt  | 3:0   | Honved Budapeszt  | 15:6, 15:8, 15:9         |
| 19.02 | Radiotechnik Ryga | 3:0   | Aero Odolena Voda | 15:9, 16:14, 15:13       |
|       |                   |       |                   |                          |
| 20.02 | Radiotechnik Ryga | 3:0   | Steaua Bukareszt  | 15:7, 15:8, 15:8         |
| 20.02 | Aero Odolena Voda | 3:1   | Honved Budapeszt  | 11:15, 15:8, 15:13, 15:4 |
|       |                   |       |                   |                          |
| 21.02 | Steaua Bukareszt  | 3:0   | Aero Odolena Voda |                          |
| 21.02 | Radiotechnik Ryga | 3:1   | Honved Budapeszt  |                          |

Tabela
| Lp. | Drużyna           | Pkt | Mecze | Mecze | Mecze | Sety | Sety | Sety  |
| Lp. | Drużyna           | Pkt | M     | W     | P     | wyg. | prz. | ratio |
| --- | ----------------- | --- | ----- | ----- | ----- | ---- | ---- | ----- |
| 1   | Radiotechnik Ryga | 6   | 3     | 3     | 0     | 9    | 1    | 9.000 |
| 2   | Steaua Bukareszt  | 5   | 3     | 2     | 1     | 6    | 3    | 2.000 |
| 3   | Aero Odolena Voda | 4   | 3     | 1     | 2     | 3    | 7    | 0.429 |
| 4   | Honved Budapeszt  | 3   | 3     | 0     | 3     | 2    | 9    | 0.222 |

Źródło: 
Zasady ustalania kolejności: 1. liczba zdobytych punktów; 2. wyższy stosunek setów; 3. wyższy stosunek małych punktów.
Punktacja: zwycięstwo – 2 pkt; porażka – 1 pkt

## Klasyfikacja końcowa
| Miejsce | Drużyna           |
| ------- | ----------------- |
| złoto   | Radiotechnik Ryga |
| srebro  | Steaua Bukareszt  |
| brąz    | Aero Odolena Voda |
| 4.      | Honved Budapeszt  |